# Alfred Mirsberger
Alfred Mirsberger (* 13. August 1927; † 22. September 2018) war ein deutscher Fußballspieler, der von 1948 bis 1959 als Aktiver der Vereine 1. FC Nürnberg und Viktoria Aschaffenburg in der damals erstklassigen Fußball-Oberliga Süd insgesamt 244 Ligaspiele absolviert und dabei 12 Tore erzielt hat. Mirsberger gewann mit dem „Club“ in der Saison 1950/51 die Meisterschaft in der Oberliga Süd. Der im damals überwiegend praktizierten WM-System zumeist als Verteidiger eingesetzte Spieler wurde von 1951 bis 1953 vom DFB zu drei Einsätzen in die B-Nationalmannschaft berufen.

## Laufbahn

### Oberliga Süd, 1948 bis 1959
Das Nachwuchstalent Alfred Mirsberger wechselte mit 20 Jahren 1947 aus dem Amateurbereich vom SV Wacker Nürnberg zum Oberligisten 1. FC Nürnberg. Der „Club“ gewann nach der Südmeisterschaft 1947/48 auch in der Endrunde am 8. August 1948 in Köln gegen den 1. FC Kaiserslautern (2:1) das erste Finale nach dem Zweiten Weltkrieg um die deutsche Fußballmeisterschaft. Mirsberger war in der Oberliga und in den Endrundenspielen noch nicht zum Einsatz gekommen. Vor Torhüter Eduard Schaffer hatten Willi Billmann und Adolf Knoll das unumstrittene Verteidigerpaar gebildet. Da noch ein Nachholspiel dieser Runde gegen Eintracht Frankfurt am 29. August ausgetragen wurde (1:3) und Mirsberger dabei erstmals als Verteidiger zum Einsatz gebracht wurde, wird er 1947/48 mit einem Oberligaeinsatz geführt.
Zur Saison 1948/49 wurde durch den DFB das sogenannte „Vertragsspielerstatut“ eingeführt. Mit dem war es erstmals legal möglich, den Spielern monatlich bis zur Höchstgrenze von 320 DM, eine Entlohnung zukommen zu lassen, wenn der Spieler weiterhin einen „zivilen Beruf“ ausübte. In seinem zweiten „Club“-Jahr lief der junge Verteidiger erstmals am 7. November 1948 bei einer 0:1-Heimniederlage gegen den SV Waldhof Mannheim in der Oberliga auf. Das Niveau des Meisterjahres konnte aber nicht annähernd gehalten werden und der Titelverteidiger landete auf dem 11. Platz. Mirsberger hatte neun Ligaspiele bestritten. Ab der folgenden Saison 1949/50 gehörte er der Stammformation an. Er absolvierte 1949/50 in der Oberliga 26 Spiele (2 Tore) und die Franken belegten am Rundenende unter Trainer Hans Schmidt den achten Rang.
Altnationalspieler „Bumbes“ Schmidt führte Nürnberg 1950/51 zur Meisterschaft in der Oberliga Süd. Der „Taler“ gerufene Mirsberger versäumte lediglich zwei von 34 Rundenspielen und Max Morlock holte sich mit 28 Treffern die Torschützenkrone. Dazu beigetragen hatten auch die Offensivneuzugänge Otto Brenzke und Adolf Kallenborn. In der Endrunde um die deutsche Fußballmeisterschaft gingen Preußen Münster und Nürnberg punktgleich mit jeweils 8:4 Zählern über die Ziellinie. Da zu diesem Zeitpunkt noch das Divisionsverfahren galt, also geschossene Tore geteilt durch Gegentore, setzte sich Münster mit 22:16 Toren und einem Torquotienten von 1,375 gegenüber Mirsberger und Kollegen bei 17:13 Toren und einem Quotienten von nur 1,308, super knapp mit sieben Hundertstel beim Kampf um den Finaleinzug durch. Mirsberger hatte alle sechs Endrundenspiele als rechter Verteidiger gegen Preußen Münster, Tennis Borussia Berlin und den Hamburger SV bestritten.
Im folgenden Jahr, 1951/52, erreichte Nürnberg mit der Vizemeisterschaft im Süden den erneuten Endrundeneinzug. Verteidiger Mirsberger hatte in der Liga 28 (1 Tor) absolviert; Willi Sippel war zumeist sein Defensivpartner gewesen. In der Gruppenphase der Endrunde belegten die Franken wiederum den 2. Rang, jetzt mit einem Punkt Rückstand hinter dem 1. FC Saarbrücken. Mirsberger hatte fünf Spiele gegen Saarbrücken, FC Schalke 04 und den Hamburger SV bestritten. In den nächsten drei Runden konnte Nürnberg nicht mehr in die Endrunde einziehen. Nach dem ersten Trainerjahr von Franz Binder, 1954/55, beendete Mirsberger seine Aktivität für die Franken und wechselte zu Viktoria Aschaffenburg. Der mit guter Balltechnik ausgestattete Verteidiger – das versetzte den „Spaßvogel“ auch in die Lage in schöner Regelmäßigkeit mit Fallrückziehern zu glänzen –, hatte von 1948 bis 1955 für den 1. FC Nürnberg 169 Pflichtspiele (10 Tore) in der Oberliga Süd absolviert; insgesamt wird er in der „Club“-Statistik mit 292 Spielen geführt.
Beim Oberligarückkehrer Aschaffenburg absolvierte der Neuzugang aus Nürnberg – er lebte aber weiterhin in Nürnberg und nahm die Fahrerei zum zweimaligen Training und zu den Spielen am Wochenende auf sich – 1955/56 alle 30 Ligaspiele. Die Viktoria belegte überraschende den fünften Rang, Mitaufsteiger München 1860 konnte dagegen den sofortigen Abstieg in die 2. Liga Süd nicht verhindern. Mit Trainer Ludwig Janda erlebte Mirsberger auch zwei Siege gegen den 1. FC Nürnberg (3:0, 2:1). Herausragende Mitspieler wie Rudolf Hoffmann, Hans Neuschäfer, Heinz Budion, Helmut Buller und Hubert Staab verhalfen Mirsberger zu einer Runde mit vier Punkten Vorsprung vor dem 1. FC Nürnberg. Da aber bei seinem Wechsel von Nürnberg nach Aschaffenburg im Sommer 1955 verbotene materielle Zuwendungen geflossen waren, wurde Mirsberger im Laufe der Runde 1956/57 mit einer achtwöchigen Sperre belegt. Als Aschaffenburg in der Saison 1958/59 nur denkbar knapp mit dem 14. Rang den Abstieg abwehren konnte, half Routinier Mirsberger in den letzten Spielen der Rückrunde im Angriff aus, um die dazu nötigen Punkte zu ergattern. So war er am vorletzten Spieltag, den 3. Mai 1959, beim 1:0-Heimerfolg gegen den SSV Reutlingen, der Siegtorschütze der „Ascheberger“. Nach 75 Oberligaeinsätzen (Zwei Tore) beendete er im Sommer 1959 seine Spielerkarriere und kehrte wieder nach Nürnberg zurück.
Mirsberger führte beruflich eine Imbissstube inklusive eines Tabak-/Zigarettenladens in der Nürnberger Königstraße und war bis Mitte der 70er Jahre als Nachwuchstrainer beim „Club“ im Einsatz, wo er unter anderem Horst Weyerich an den Profifußball heranführte.

### Auswahlberufungen
In der Saison 1951/52 wurde Mirsberger am 22. September 1951 in Augsburg von Bundestrainer Sepp Herberger beim Länderspiel gegen Österreich in der B-Nationalmannschaft zum Einsatz gebracht. Das Spiel endete 1:1 und neben Mirsberger kamen auch noch die weiteren „Club“-Spieler Eduard Schaffer, Gerhard Bergner und Kurt Ucko zum Einsatz. Bereits drei Wochen später, am 14. Oktober, wurde der Verteidiger zum zweiten Mal in der deutschen B-Nationalmannschaft eingesetzt. Die DFB-Auswahl gewann mit 2:0 in Basel gegen die Schweiz. Am 23. November 1952 fand in Homburg ein Testspiel einer DFB-Auswahl gegen eine Formation des Saarlandes (3:4) statt, wo Mirsberger wiederum als Verteidiger vorspielte. Im Frühjahr der Saison 1952/53, am 22. März 1953, wurde er vom DFB zum dritten Einsatz in der B-Nationalmannschaft gebracht. Die deutsche Auswahl verlor in Wien das Länderspiel gegen Österreich mit 1:3. Karl Bögelein stand im Tor, Mirsberger verteidigte mit Werner Niebel und die Läuferreihe war mit Kurt Sommerlatt, Herbert Schäfer und Jupp Derwall dabei angetreten.